# Glasnici zla
Glasnici zla (eng. The Messengers) je horor film snimljen braće Pang. U glavnim ulogama pojavljuju se Kristen Stewart kao Jess Solomon i Theodore Turner kao Ben Solomon. Film je objavljen 2. veljače 2007.

## Radnja
Filmske obitelji misle kako je lijek za sve obiteljske probleme promjena mjesta stanovanja, a tako je i s obitelji Solomon. Svakodnevni život u Chicagu pokazao se stresnim pa čak i opasnim, kada kći Jess (Kirsten Stewart) u pijanom stanju skrivi prometnu nesreću u kojoj umalo strada njezin mlađi brat Ben (blizanci Evan i Theodore Turner), koji je od šoka zanijemio. Ambijent velegrada odlučuju zamijeniti slikovitom farmom suncokreta u Sjevernoj Dakoti, no pravi problemi počinju baš tamo.
Jess i Ben uskoro počinju svjedočiti neobjašnjivim događajima i susreću se s nevjericom svojih roditelja. Jess je davno izgubila njihovo povjerenje, a Ben ne može artikulirati ono što je vidio. Čudna zbivanja postaju još čudnija kada zlokobne vrane počinju okruživati farmu i napadati njezine ukućane, a kuća malo po malo počinje otkrivati dio svoje mračne prošlosti.

## Uloge
- Kristen Stewart kao Jess Solomon
- Theodore Turner kao Ben Solomon
- Dylan McDermott kao Roy Solomon
- Penelope Ann Miller kao Denise Solomon
- John Corbett kao John Burwell
- William B. Davis kao Colby Price
- Brent Briscoe kao Plume
- Dustin Milligan kao Bobb
- Jodelle Ferland kao Michael Rollins
- Shirley Mcqueen kao Mary Rollins
- Tatiana Maslany kao Linsday Rollins

## Kritike
James Berardinelli iz Reelviewsa kaže da Glasnicima uz silne posudbe iz filmova poput Amityville Horror, Ptice, Kletva i Poltergeist nije ostalo mjesta za vlastitu originalnost, a Gregory Kirschling iz Entertainment Weeklyja izrazio je svoju zasićenost azijskim duhovima poklicima poput "Pustite naše zombije da ponovno hodaju, ili čak trče!" i "Vratite našoj jezivoj djeci njihove lutke!".

## Vanjske poveznice
- Službena stranica
- Glasnici zla u internetskoj bazi filmova IMDb-a
- Glasnici zla na Rotten Tomatoes